# عبد عون الروضان
عبد عون الروضان (1939 - 18 حزيران/يونيو 2016) هو روائي وقاص ومترجم ومؤرخ عراقي.

## مسيرته
وُلد في مدينة العمارة عام 1939. حصل على جائزته الأولى في مسابقة للقصة القصيرة حين كان يدرس في الصف الخامس الإعدادي، ونشر أول قصة له في مجلة ألف باء. حاز على جائزة الإبداع في القصة القصيرة عام 1997، وهو يُترجم عن اللغتين الإنجليزية والفرنسية، كما سبق أن عمل في الصحافة وفي الإذاعة والتلفزيون، وكان خبيراً لغوياً لكثير من دور النشر في الأردن.

## أعماله[2]

### كتب
- 1976: بيت في مواجهة الشمس (قصص)، دار الحرية للطباعة، بغداد
- 1979: المدارات (قصص)، دار الرشيد للنشر، بغداد
- 1981: ربيع في صيف ساخن (رواية)، دار الرشيد للنشر، بغداد
- 1984: رجل في ذاكرة الرجال (رواية)، دار الشؤون الثقافية العامة، بغداد
- 1987: النجوم لا ترحل بعيداً، دار الشؤون الثقافية العامة، بغداد
- 1993: مرايا متقابلة (قصص)، دار الشؤون الثقافية العامة، بغداد
- 2001: موسوعة شعراء العصر الجاهلي، دار أسامة للنشر والتوزيع، عمّان
- 2001: موسوعة شعراء العصر العباسي، دار أسامة للنشر والتوزيع، عمّان
- 2001: موسوعة شعراء صدر الإسلام والعصر الاموي، دار أسامة للنشر والتوزيع، عمّان
- 2002: موسوعة القبائل العربية: أنسابها، وقائعها، مآثرها، شعراؤها، الأهلية للنشر والتوزيع، عمّان
- 2003: موسوعة عشائر العراق: تاريخ، أنساب، رجالات، مآثر، الأهلية للنشر والتوزيع، عمّان
- 2004: زائية الوجد (رواية)، المؤسسة العربية للدراسات والنشر، لبنان، (ردمك 9953366160)
- 2004: موسوعة تاريخ العرب: تاريخ، ممالك، دول، حضارة، الأهلية للنشر والتوزيع، عمّان
- 2005: الشعراء العرب في القرن العشرين؛ حياتهم - شعرهم - آثارهم، الأهلية للنشر والتوزيع، عمّان
- 2005: قفص من فضاء (قصص قصيرة)، المؤسسة العربية للدراسات والنشر، لبنان، (ردمك 9953367299)

### ترجمات
- الحشيش والحشاشون، ترجمة عن اللغة الفرنسية.
- 2013: بيضة كولومبوس: قصص جديدة من أمريكا اللاتينية حول الغزو (بالإنجليزية: Columbus's Egg: New Latin American Stories on the Conquest)‏، دار الشؤون الثقافية، بغداد، للكاتب الإنجليزي نيك كيستور [الإنجليزية].

## وفاته
توفي الروضان مساء السبت 18 حزيران/يونيو 2016 في مدينة الطب في بغداد، إثر نوبة قلبية. 